# Temperature
Temperature – ósmy singel Seana Paula wydany przez wytwórnie Atlantic Records oraz VP Records.

## Lista utworów
- CD-Single

1. „Temperature” – 3:39
2. „U A Pro” – 3:00

## Listy przebojów
| Kraj              | Lista (2006/2007)  | Najwyższa pozycja |
| ----------------- | ------------------ | ----------------- |
| Stany Zjednoczone | Singles Top 100    | 1                 |
| Francja           | Top 100 Singles    | 4                 |
| Australia         | Top 50 Singles     | 5                 |
| Holandia          | Dutch Top 40       | 6                 |
| Belgia (Flandria) | Ultratop 50        | 8                 |
| Dania             | Tracklisten Top 40 | 8                 |
| Szwajcaria        | Singles Top 75     | 10                |
| Wielka Brytania   | Singles Top 100    | 11                |
| Niemcy            | Singles Top 100    | 14                |
| Austria           | Singles Top 75     | 19                |
| Portugalia        | Singles Top 50     | 19                |
| Irlandia          | Top 50 Singles     | 20                |
| Szwecja           | Singles Top 60     | 24                |